# Дебжно (гмина)
Дебжно (пол. Debrzno) — городско-сельская гмина (волость) в Польше, входит как административная единица в Члухувский повет, Поморское воеводство. Население — 9307 человек (на 2004 год).

## Демография
| Перепись                       | Всего   | Всего | Женщины | Женщины | Мужчины | Мужчины |
| ------------------------------ | ------- | ----- | ------- | ------- | ------- | ------- |
| Единицы                        | человек | %     | человек | %       | человек | %       |
| Население                      | 9307    | 100   | 4759    | 51,1    | 4548    | 48,9    |
| Плотность населения (чел./км²) | 41,5    | 41,5  | 21,2    | 21,2    | 20,3    | 20,3    |

## Соседние гмины
1. Гмина Чарне
2. Гмина Члухув
3. Гмина Камень-Краеньски
4. Гмина Липка
5. Гмина Оконек
6. Гмина Семпульно-Краеньске